# Thomas Kemmerich
Thomas Karl Leonard Kemmerich (Aachen, 20 de febrero de 1965) es un político alemán del Partido Democrático Libre (FDP). Se desempeñó como ministro presidente de Turingia desde el 5 de febrero de 2020 hasta el 4 de marzo del mismo año. Después de Reinhold Maier, fue el segundo ministro presidente perteneciente al FDP en la historia alemana. Su elección causó sensación en todo el país, ya que fue apoyada por la Unión Demócrata Cristiana de Alemania (CDU) y la Alternativa para Alemania (AfD), lo cual fue visto como una cooperación activa con los extremistas de derecha. Dicha alianza permitió relegar del cargo a Bodo Ramelow de Die Linke, quien intentaba ser reelegido tras las elecciones estatales de 2019.
El 6 de febrero de 2020, ante la polémica desatada, finalmente Kemmerich anunció que renunciaría y convocaría nuevas elecciones. Siguió en el cargo de forma interina hasta la reelección parlamentaria de Bodo Ramelow en marzo de 2020.
También ha sido presidente estatal del FDP en Turingia desde 2015 hasta 2020 y presidente del grupo parlamentario del FDP en el Parlamento Regional Turingio desde 2019. Anteriormente, fue miembro del Parlamento Regional Turingio de 2009 a 2014 y miembro del Bundestag alemán de 2017 a 2019. Renunció a la presidencia estatal del FDP en mayo de 2020, tras la polémica desatada por su participación junto a ultraderechistas y sin mascarilla en una manifestación en contra de las restricciones por la pandemia de COVID-19.